# کرنگ (میامی)

## کرنگ کالپوش
کرنگ روستایی در بخش کالپوش شهرستان میامی استان سمنان ایران است.مردم آن شیعه بوده و به زبان تاتی سخن می گویند که تا حدودی به زبان مازندرانی شباهت دارد. کرنگ کالپوش مرتفع ترین روستای کالپوش است به همین جهت برخی آن را بام کالپوش نیز می نامند. یکی ازمرتفع ترین مکان های کالپوش در مناطق جنگلی این روستا واقع شده است که محلی ها آن را تپه بلند می نامند.به گفته ی اهالی این روستا هنگام شب از تپه ی بلند گنبد کاووس دیده می شود.
به علت فاصله کم تا استان گلستان آب و هوای کوهستانی طبیعت  این روستا بسیار دیدنی و چشم نواز است.

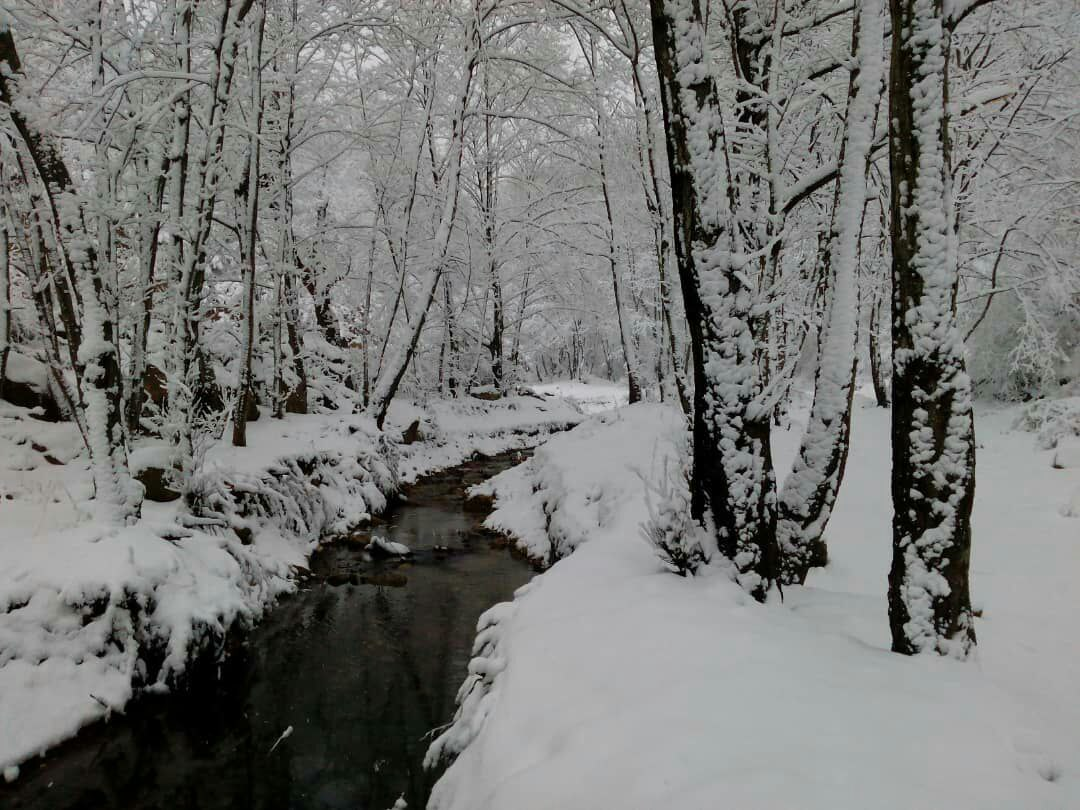

جشنواره شقایق ها-اردیبهشت1401-بوستان شهید سلیمانی کرنگ کالپوش
جنگل صحرا کوه در زمستان
تالاب فصلی در ابتدای بهار

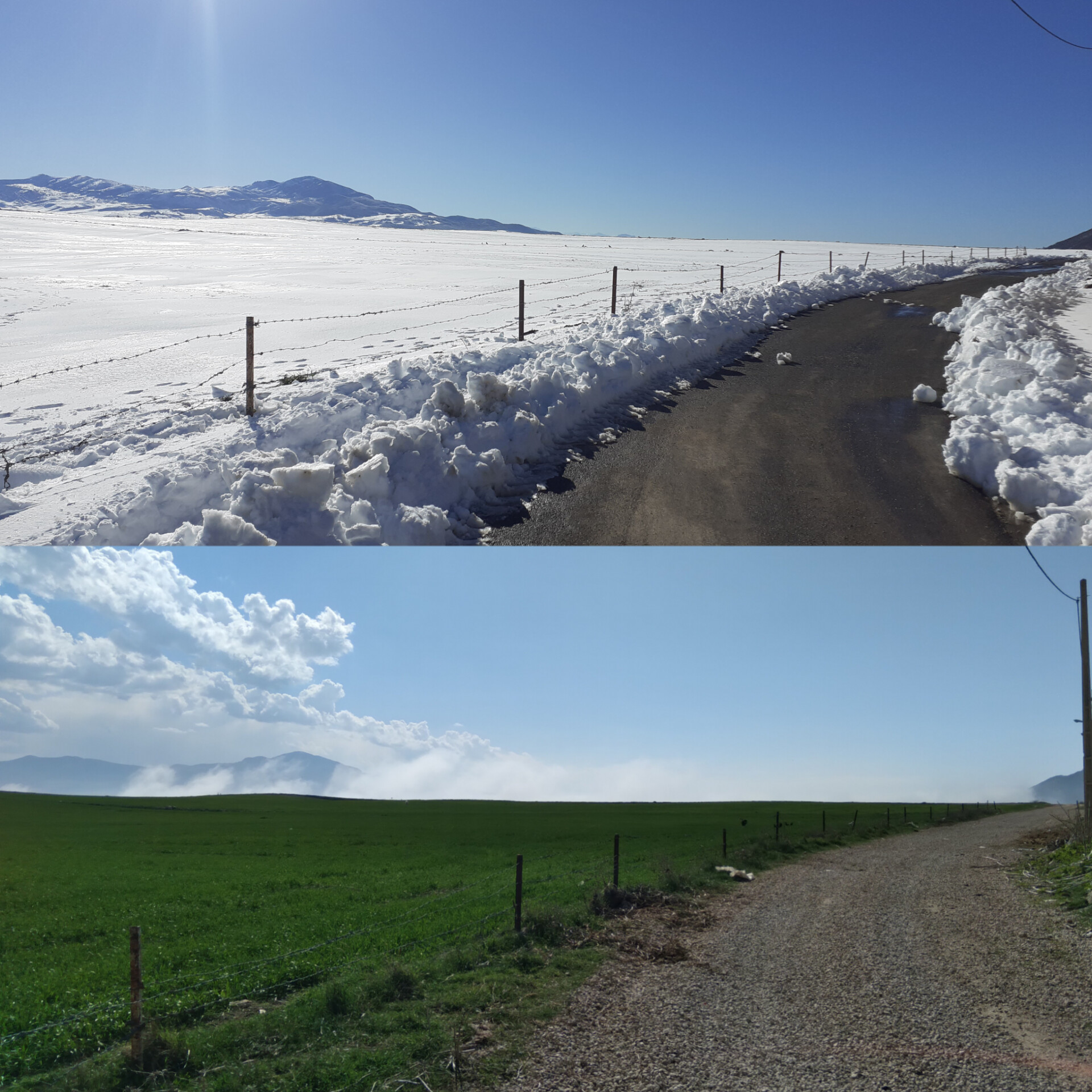
جاده کرنگ به حسین آباد در فروردین و دیماه

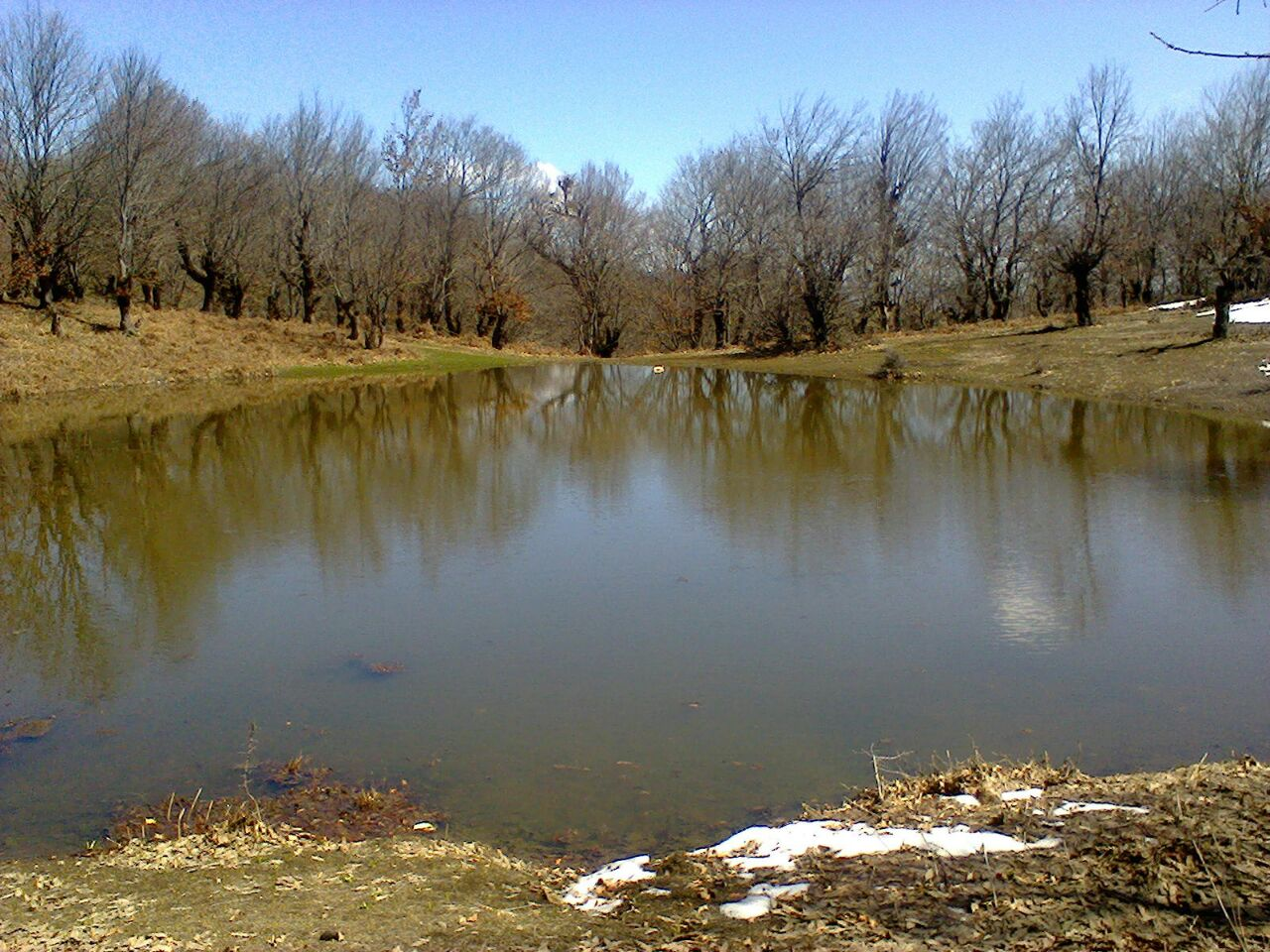

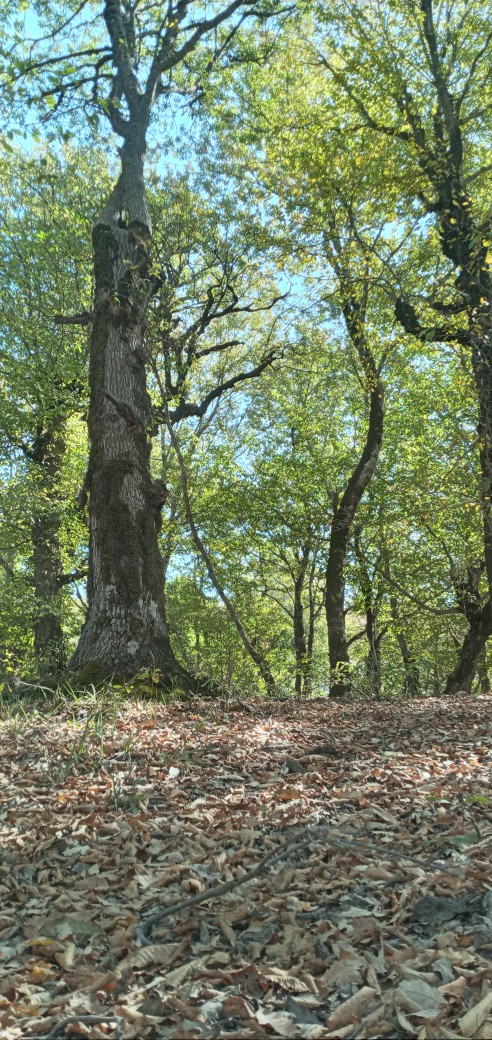
جنگل های کرنگ کالپوش منتهی به پادلدل گالیکش

جاده کرنگ به حسین آباد در فروردین و دیماه۱۴۰۲
بر پایه سرشماری عمومی نفوس و مسکن در سال ۱۳۹۵ جمعیت این روستا ۱٬۰۹۴ نفر (۳۳۲خانوار) بوده‌است.
1. ↑  «نتایج سرشماری ایران در سال ۱۳۹۵». درگاه ملی آمار. بایگانی‌شده از اصلی (اکسل) در ۲۰ شهریور ۱۴۰۲.